# Nikolsky (huyện của Vologda)
Huyện Nikolsky (tiếng Nga: ? райо́н) là một huyện hành chính tự quản (raion), của Tỉnh Vologda, Nga. Huyện có diện tích 7491 kilômét vuông, dân số thời điểm ngày 1 tháng 1 năm 2000 là 29100 người. Trung tâm của huyện đóng ở Nikol'sk.